# Respiro (película)
Respiro es una película en coproducción entre Italia y Francia, dirigida por Emanuele Crialese y estrenada en el año 2003

## Argumento
Bañada por unas aguas color turquesa se encuentra la isla de Lampedusa, al sur de Sicilia. Su belleza y aridez esconde una leyenda que se ha pasado de boca en boca. 
Gracia (Valeria Golino) es madre de dos adolescentes y un niño. Con un espíritu soñador, afectuosa y con ansias de libertad fue conducida a una vida a veces rutinaria y a veces cruel. Se casó con Pietro (Vicenzo Amato), un pescador que se pasa el día en el mar y que considera que su esposa está enferma, al igual que sus vecinos, por no doblegarse a las normas de la comunidad. Todos piensan que lo mejor para Gracia es internarla en un manicomio en Milán. Sin embargo hay alguien que no está de acuerdo con esta decisión. Su hijo Pasquale (Francesco Casisa) comprende los sentimientos de su madre y hará todo lo posible por demostrar a los demás que ella no está loca.